# وارن هربرت فاغنر
وارن هربرت فاغنر الابن (بالإنجليزية: Warren H. Wagner)‏ (29 أغسطس 1920 - 8 يناير 2000)، والمعروف باسم عشبة فاغنر، من اسمه الأوسط، «هربرت» كان عالم نبات أمريكي يعتبر من البارزين الذين تم تدريبهم في بيركلي مع إي بي كوبلاند وعاش معظم حياته المهنية في ميشيغان.

## روابط خارجية
- University of Michigan Herbarium - University of Michigan Herbarium
- Wagner Biography at the National Academy of Sciences